# Æthelred, Lord of the Mercians
Æthelred, Lord of the Mercians, död 911, var en engelsk monark. Han var kung av Mercia 879–911. 